# آلن لاکهید
آلن لاکهید، (به انگلیسی: Allan
lockheed) (زاده ۲۰ ژانویه ۱۸۸۹ - درگذشته ۲۶ مه ۱۹۶۹) کارآفرین، صنعتگر و یکی از پیشگامان صنعت هوانوردی آمریکایی بود، که در سال ۱۹۱۲ شرکت لاکهید کورپوریشن را با مشارکت برادرش مالکوم لاکهید تأسیس نمود. 
این شرکت بعدها در سال ۱۹۹۹ با مارتین مریتا ادغام گردید، که در پی آن، شرکت لاکهید مارتین به‌عنوان یکی از بزرگترین تولیدکنندگان تجهیزات هوافضا و صنایع نظامی جهان، راه‌اندازی شد.